# イゴール・デミン
イゴール・ブラディミロビッチ・デミン（Egor Vladimirovich Demin, ロシア語: Егор Владимирович Демин, 2006年3月3日 - ）は、ロシア出身のバスケットボール選手。ポジションはガード。

## 経歴

### 生い立ち
ロシアで生まれ育つ。
モスクワのバスケットボールアカデミーで2021年までトレーニングを積んだ。BCヒムキなど複数のプロチームからオファーを受けていたが、15歳になるまでは断っていた 。

### レアル・マドリード
2021年9月、15歳でレアル・マドリード・バロンセストと6年契約を結んだ。
2022-23シーズン、2023年5月に17歳でトップチームの試合に初出場した。
2023-24シーズンはBチームで21試合に出場して平均13.0得点・5.1リバウンドを記録。ユーロリーグ・バスケットボール・ネクスト・ジェネレーション・トーナメントでは決勝でINSEPに勝利して優勝した。
2024年にはロシアのフォーブス30アンダー30に選出された。

### カレッジ
2023-24シーズン終了後にレアル・マドリードとの契約を破棄してアメリカ合衆国へ渡り、ブリガムヤング大学（BYU）へ進学した。

## 代表歴
2021年のU16ヨーロッパ選手権にロシア代表で出場し、平均21.1得点・6.9リバウンドを記録した。